# La sedia della felicità
La sedia della felicità è un film del 2013 diretto da Carlo Mazzacurati. Interpretato da Valerio Mastandrea, Isabella Ragonese, Milena Vukotic e con la partecipazione di Giuseppe Battiston e Katia Ricciarelli è l'ultima opera del regista Mazzacurati prima della sua morte, avvenuta il 22 gennaio 2014.
Il regista, per la scrittura del film, ha preso spunto dal romanzo russo Le dodici sedie di Il'ja Arnol'dovič Il'f e Evgenij Petrovič Petrov, già portato precedentemente al cinema da Nicolas Gessner e Luciano Lucignani, con il film Una su 13 interpretato da Vittorio Gassman nel 1969, e da Mel Brooks, con il titolo italiano di Il mistero delle dodici sedie l'anno successivo.

## Trama
Bruna è un'estetista che fatica a sbarcare il lunario. Tradita dal fidanzato e incalzata da un fornitore senza scrupoli, riceve una confessione in punto di morte da una cliente, a cui lima le unghie in carcere. Madre di un famoso bandito, Norma Pecche ha nascosto un tesoro in gioielli in una delle sedie del suo salotto. Sprezzante del pericolo, Bruna parte alla volta della villa restando bloccata dietro un cancello in compagnia di un cinghiale. In suo soccorso arriva Dino, il tatuatore della vetrina accanto, che finisce coinvolto nell'affare. Scoperti il sequestro dei beni di Norma e la messa all'asta delle sue otto sedie, Bruna e Dino rintracciano collezionisti e acquirenti alla ricerca dell'imbottitura gonfia di gioie. Tra alti e bassi, maghi e cinesi, laguna e montagna, Bruna e Dino troveranno la vera ricchezza.

## Produzione
Il film è stato girato tra Venezia, Jesolo, Padova, i colli Euganei, Monselice, Abano e le montagne delle Valli di Fiemme e Fassa in Trentino.
Lo sceneggiatore Marco Pettenello ha rivelato che per la realizzazione del film, lui e Carlo Mazzacurati si sono ispirati al film d'animazione Fantastic Mr. Fox di Wes Anderson.
Per l'interpretazione della protagonista femminile, Bruna, il regista Carlo Mazzacurati ha chiesto all'attrice Isabella Ragonese di ispirarsi alle eroine femminili dei cartoni animati giapponesi di Hayao Miyazaki.
Il film inizialmente avrebbe dovuto intitolarsi La Regina della Neve.

## Distribuzione
Il film è stato presentato durante la 31ª edizione del Torino film festival, nel novembre 2013, prima di essere distribuito nelle sale cinematografiche italiane il 24 aprile 2014.
Durante il periodo di proiezione del film da parte della Cineteca di Bologna al Cinema Lumière, all'ingresso in sala sono stati posti dei vari oggetti di scena costruiti dallo scenografo Giancarlo Basili, tra cui vari dipinti originali e un esemplare della sedia della felicità.

## Riconoscimenti
Il film ha ricevuto il Gran Premio Torino durante il Torino film festival del 2013, dove è stato lo stesso regista Carlo Mazzacurati a ritirare il premio in una delle sue ultime uscite pubbliche.
- 2014 - David di Donatello
  - Candidatura per il Miglior film
  - Candidatura per il Miglior regista a Carlo Mazzacurati
  - Candidatura per la Migliore attrice non protagonista a Milena Vukotic
  - Candidatura per il Miglior attore non protagonista a Giuseppe Battiston
  - Candidatura per le Migliori acconciature a Sharim Sabatini
- 2014 - Nastro d'argento
  - Nastro dell'anno a Carlo Mazzacurati[10]
- 2014 - Globo d'oro
  - Candidatura per la Migliore commedia a Carlo Mazzacurati